# Makoko
Makoko er en bydel i Lagos i Nigeria. Makoko er præget af slum, og indbyggertallet blev ikke registreret ved folketællingen i 2007. Officielle skøn siger, at der bor omkring 85.000 i bydelen, men uofficielt skønnes tallet at være væsentligt højere.
Makoko har rødder tilbage som fiskerlandsby i det 18. århundrede, og herfra stammer den karakteristiske byggestil med hytter på pæle på kanten af Lagos-lagunen, en byggestil der stadig er dominerende. Bystyret i Lagos har dog planer om at ændre på dette og har I 2012 fjernet de første bygninger med henblik på at opbygge en moderne havnefront.
6°29′43″N 3°23′35″Ø / 6.495271°N 3.392973°Ø